# Audi R10 TDI
Audi R10 TDI является гоночным автомобилем, который производится концерном Audi. Он был представлен в автоспорте в начале сезона 2006 года как преемник Audi R8 LMP и заменен Audi R15 TDI в начале сезона 2009 года, но еще использовался командой Kolles в европейской серии Ле-Мана и в Ле-Мане в 2009 году.  В 2010 году Audi R10 участвовал только в 24-часовой гонке в Ле-Мане.

## История
В 2006 году Audi R10 TDI стал первым гоночным автомобилем с дизельным двигателем в истории 24-часовых гонок Ле-Мана, который добился абсолютной победы. Гоночный автомобиль, представленный в Париже 13 декабря 2005 года, оснащен недавно разработанным 5,5-литровым 12-цилиндровым дизельным двигателем с двумя турбинами.  С мощностью 475 кВт и 1200 ньютон-метров R10 превосходит характеристики большинства предыдущих гоночных автомобилей Audi, в том числе его успешного предшественника R8 LMP. Корпус двигателя полностью изготовлен из алюминия.   

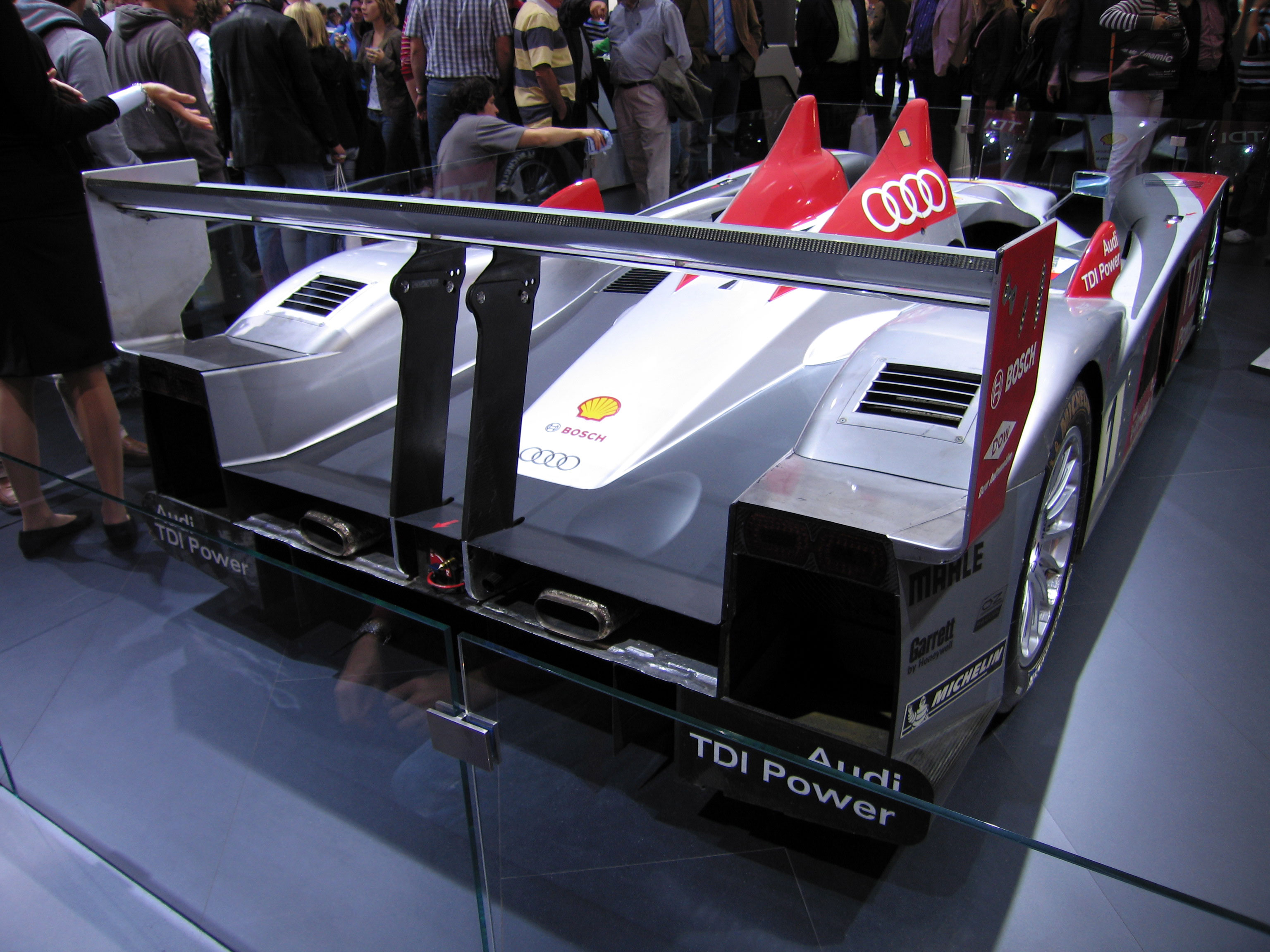
Audi R10 TDI (вид сзади)

Двигатель R10, который оснащен двумя фильтрами частиц, вряд ли можно воспринимать как дизельный агрегат из-за его плавной работы. Тем не менее, инженеры Audi представили двигатель TDI с целым рядом проблем. Благодаря восходящей кривой крутящего момента двигателя TDI, водитель в R10 должен переключаться намного реже, чем в R8.
Максимальный крутящий момент в 1,2 кило ньютон-метра предъявляет особые требования к трансмиссии R10, даже испытательные стенды для двигателей пришлось переоборудовать другими коробками передач, чтобы соответствовать высоким крутящим нагрузкам.
Шасси автомобиля также пришлось регулировать, у R10 колесная база значительно длиннее, чем у R8. Особенно широкие передние шины являются уникальными для прототипа Ле-Мана. Новые методы были также в создании монокока из углеродного волокна.  Ходовая часть, двигатель и трансмиссия образовали полностью единую несущую конструкцию.
Первые тест-драйвы были проведены в конце ноября 2005 года. До 24-часовой гонки в Ле-Мане тестовая программа была завершена в июне 2006 года. Другая машина проехала до победы с общим количеством 349 кругов, на четыре круга впереди занявшего второе место.
В 2007 году содержание запаса топлива было снижено на 10% из-за правил, это уменьшило объем бака с 90 до 81 литров. Это было сделано для того, чтобы учесть особые характеристики дизельного топлива по сравнению с гоночным бензином. В результате изменений в 2007 дизельные автомобили категории LMP должны были использовать биодизель с 2008 года.